# Galina Kudrevatova
Galina Kudrevatova (nacida el 22 de enero de 1957 en Jabárovsk, Unión Soviética) es una exjugadora de baloncesto rusa. Consiguió 2 medallas en competiciones oficiales con la URSS.